# 1674
سنة 1674 كانت سنة بسيطة تبدأ يوم الإثنين (الرابط يظهر نموذج التقويم الكامل للسنة) من التقويم اليولياني.

## أحداث
- تأسيس مدينة بودوتشيري على يد فرانسوا مارتن وتقع حاليا في الهند.

## مواليد
- إبراهيم متفرقة

## وفيات
- جون ميلتون